# サーンチー (町)

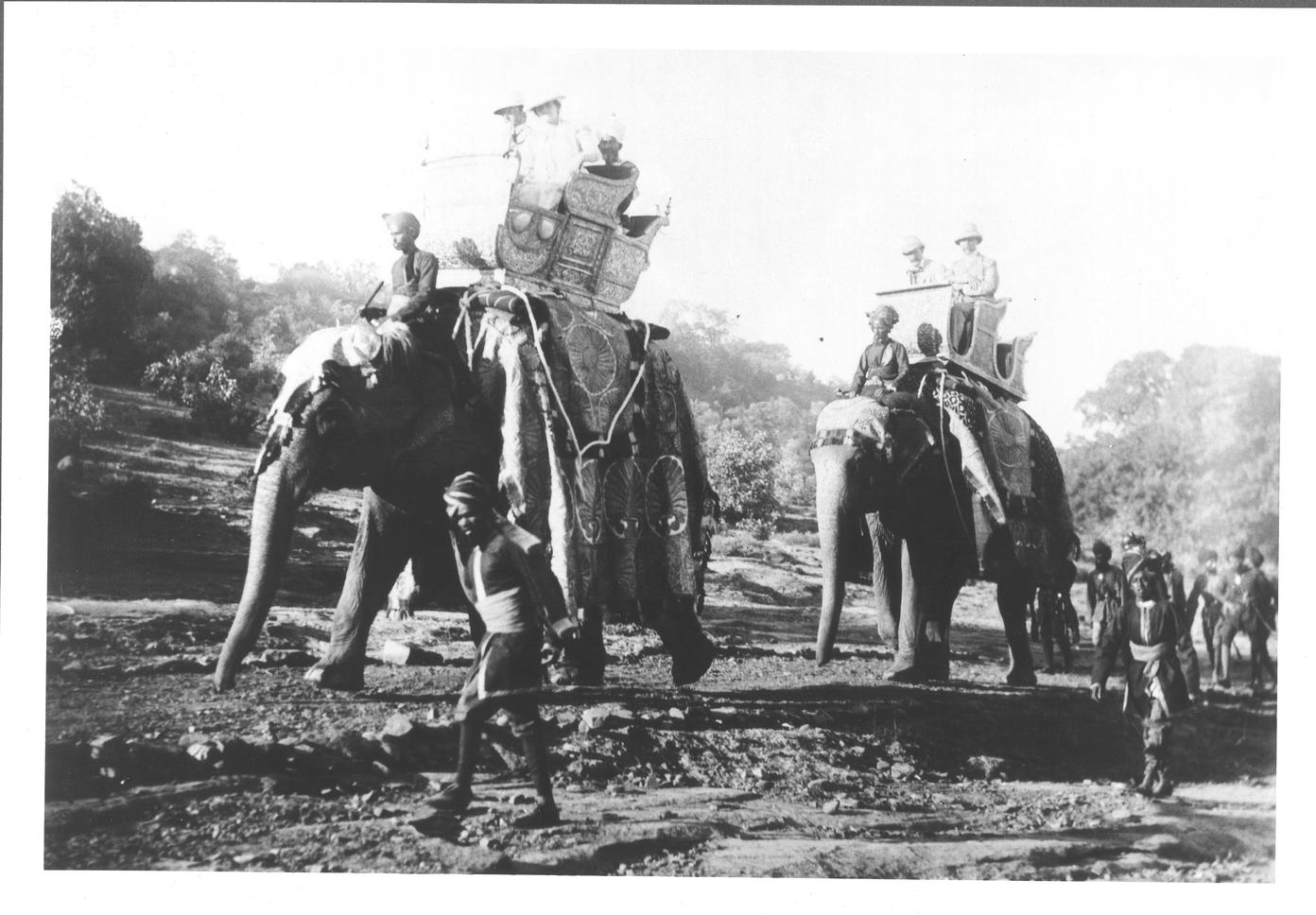
サーンチー仏教遺跡への象の行列

サーンチー（en:Sanchi Town）は、インドのマディヤ・プラデーシュ州ライセン地区のライセンタウンの近くにある公認地域評議会（ナガル パンチャヤット）で、ボパールの北東46km (29マイル) 、マディヤ・プラデーシュ州中心部のヴィディシャーから10km (6.2 マイル) に位置している。
「サーンチーの仏塔」で知られるこの場所には、紀元前3世紀から紀元12世紀まで遡るいくつかの仏教遺跡があり、仏教巡礼の重要な場所の一つである。

## サーンチーの語源
スリランカの大史（マハーワンサ）では、この場所はチェーティヤギリと呼ばれており、マヒンダと彼の母親デヴィが訪れた場所である。初期の奉納碑文にはその場所がカカナヤ(Kakanaya)と記されている。グプタ時代にはカカナダ(Kakanada)・ボタと呼ばれていた。仏塔群のすぐそばにある丘の上の小さな村は、今でもカナケーダ(Kanakheda)と呼ばれている。サーンチーという名前は、サンスクリット語とパーリ語で「測定する」を意味するsanchに由来すると考えられる。 ただし、ヒンディー語では、サーンチー(sanchi)またはサンチャ(sancha)は「石の型」を意味する。

## 人口統計
2001年のインド国勢調査の時点でサーンチーの人口は 6,785人だった。男性は人口の53%女性は47%を占める。サーンチーの平均識字率は67%で、全国平均の59.5%よりも高く、男性の識字率は75%、女性の識字率は57%である。サンチーでは人口の16%が6歳未満である。

## サーンチーの遺跡

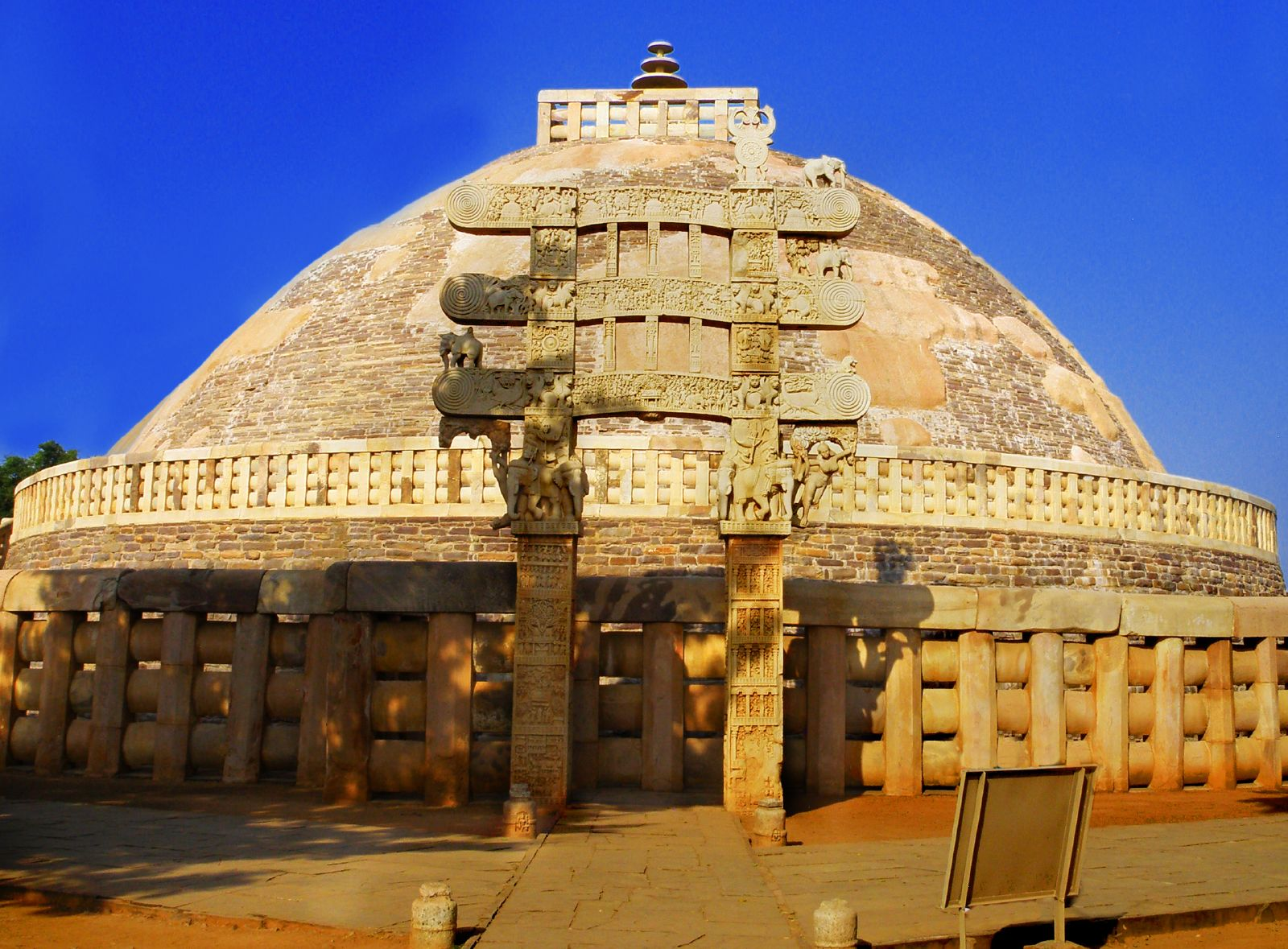
サーンチーの大仏塔

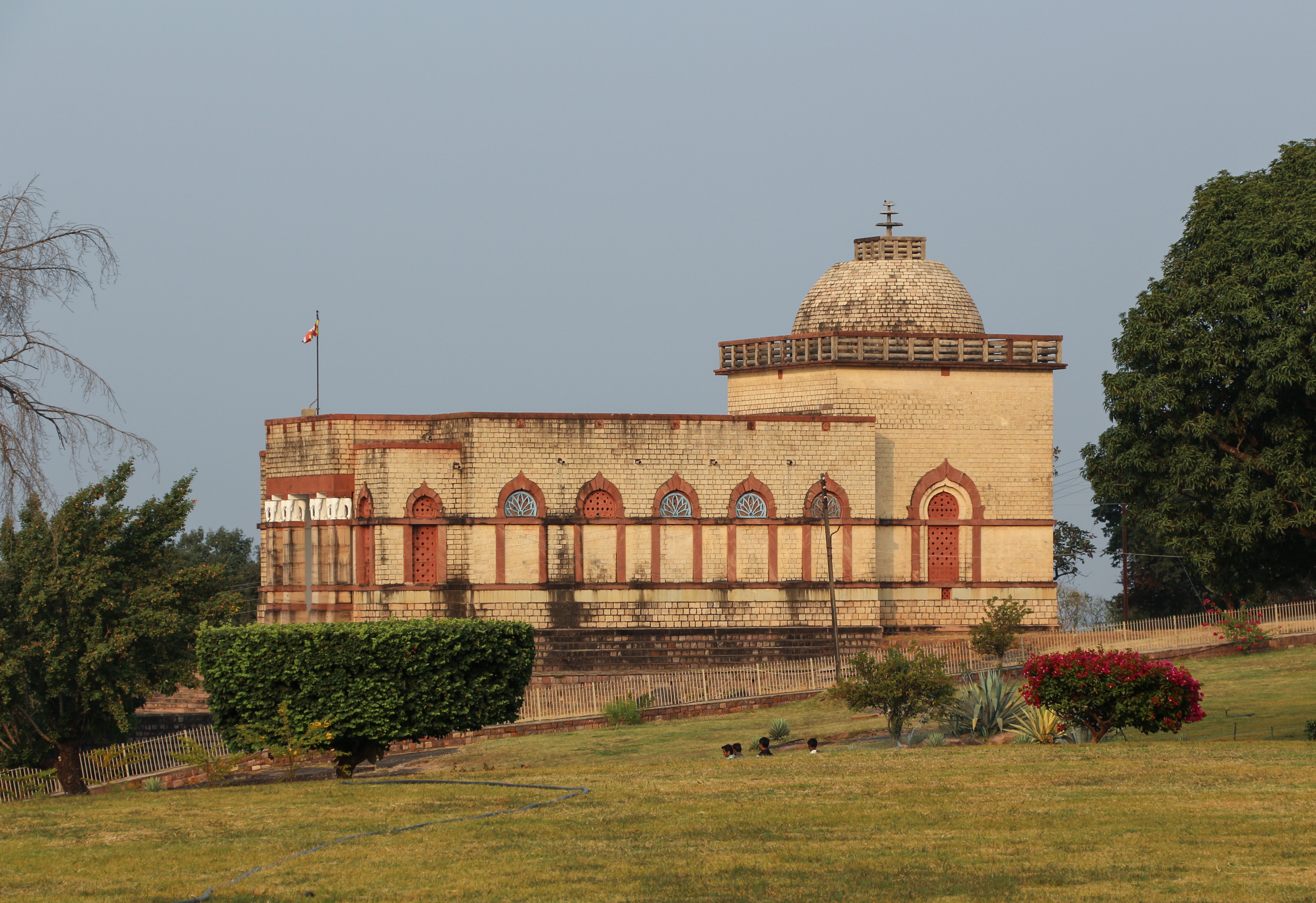
チェティヤギリ寺院

サーンチーには数多くの遺跡がある。主なものは次のとおり。その番号は、1854年にサーンチーの発掘調査を指揮したインド考古調査局の創設者アレクサンダー・カニンガム卿によって割り当てられたもので、現在でも文献で頻繁に使用されている。
- メインテラス: 
  - 1:第一塔 (大仏塔)
  - 3:第三塔
  - 10:柱 (アショーカ王石柱)
  - 18:寺院 (マウリア式後陣礼拝堂)
  - 17:寺院  (グプタ時代)
- 東エリア: 
  - 45:神殿 (紀元 10 世紀)
- 南部エリア: 
  - 40:神殿
- 西側斜面: 
  - 2:第二塔
  - 51:僧院[4]
- 考古学博物館[5]

## 近くの仏教遺跡
ヴィディシャーのすぐ近くには、サーンチー以外にも次のような数多くの仏教遺跡がある。
- Sonari
- Satdhara (ここから出た舎利弗と目犍連の遺物は、現在サーンチーにある)
- Bhojpur
- Andher

すべての場所はヴィディシャーの南にあり、他のいくつかの仏教遺跡も最近研究されている。

## 仏教の大学
2012年9月11日、マディヤ プラデーシュ州政府は、スリランカとブータンの政府と協力してサーンチーの仏塔近くに、サーンチ仏教・インド学大学を建設することを発表した。スリランカの建築家SW Isurunath Bulankulameによって設計されたこの大学には、緑豊かな景観と自然エネルギーの利用を組み合わせたさまざまな施設が設置される。

2012年9月17日、MDMKの大抗議活動に対する厳重な警備の元、スリランカのマヒンダ・ラージャパクサ大統領、ブータンのジグミ・ヨージエ・シンリー首相、スリランカ大菩提会会長のバンガラ・ウパティッサ・ナヤカ・セロにより大学の礎石が置かれた。MDMK指導者ヴァイコは多くの抗議者とともにマディヤ・プラデーシュ州にやって来て、ラージャパクサに対する大抗議活動を組織したが、最終的には阻止された。